# Raymond Barbaud
Pour les articles homonymes, voir Barbaud.
Georges Raymond Barbaud est un architecte français.

## Biographie
Né à Tarascon d'un père magistrat, il se forme à Lyon.

## Œuvres
Une partie de son œuvre est conçue et réalisée avec son associé Édouard Bauhain. Elle comprend des monuments civils (place Amédée-Larrieu à Bordeaux) ou religieux (chapelle funéraire de Jules Hunebelle à Clamart), des églises (Église Notre-Dame d'Obézine à Angoulême) et des immeubles, dont le plus connu est le siège du Syndicat de l'épicerie française, rue du Renard à Paris.
À Suresnes (Hauts-de-Seine), rue Carnot, est inaugurée en 1897 la salle des fêtes qu'il a réalisée avec Édouard Bauhain. Sa charpente est réalisée par la société Eiffel,,.
Ce qui subsiste des archives de l'agence Bauhain et Barbaud est conservé aux Archives nationales à Fontainebleau, sous la cote 526 AP.